# Cycnus
De Cycnus was een binnenlandse Italiaanse TEE-trein voor de verbinding Milaan - Ventimiglia. De Cycnus is vernoemd naar een van de minnaars van Penelope.

## Geschiedenis
De Cycnus werd op 30 september 1973, toen er genoeg Gran conforto-rijtuigen waren afgeleverd, in het TEE-net opgenomen. Het betrof de "spiegeltrein" van de TEE Ligure, al reed de Cycnus alleen het Italiaanse deel van het traject.
In 1980 is de Cycnus opgeheven.

## Trans Europ Express

### Rollend materieel
De treindienst werd meteen gestart met elektrische tractie met getrokken rijtuigen.

#### Tractie
Als locomotieven is de serie E 444 van de FS ingezet.

#### Rijtuigen
Als rijtuigen werd de vervolgserie van de Gran Conforto rijtuigen van FIAT ingezet. Deze hadden in tegenstelling tot de eerste, internationale, serie geen generatorrijtuig om de stroom om te vormen voor het boordnet, maar konden binnen Italië rechtstreeks gevoed worden via de locomotief.

### Route en dienstregeling
Hoewel er sprake was van één trein werd bij het kopmaken in Genua ook het treinnummer gewijzigd. De trein vertrok 's avonds uit Milaan als TEE 37 naar Genua, waar het nummer veranderde in TEE 36 voor de andere helft van de rit richting Ventimiglia. De terugreis uit Ventimiglia begon om 7:00 uur 's morgens als TEE 35 naar Genua en voor het laatste deel naar Milaan werd nummer TEE 34 gebruikt. Iets ten noorden van Genua kwam de trein z'n internationale tegenligger, de TEE Ligure, tegen.
| TEE 35/34 | land   | station         | km  | TEE 37/36 |
| --------- | ------ | --------------- | --- | --------- |
| 07:00     | Italië | Ventimiglia     | 0   | 00:18     |
| 07:18     | Italië | San Remo        | 16  | 00:07     |
| 07:40     | Italië | Imperia         | 39  | 23:35     |
| 08:37     | Italië | Savona          | 108 | 22:32     |
| 09:23     | Italië | Genova          | 151 | 21:55     |
| 10:46     | Italië | Milano Centrale | 302 | 20:30     |